# Список країн Європи за тривалістю життя

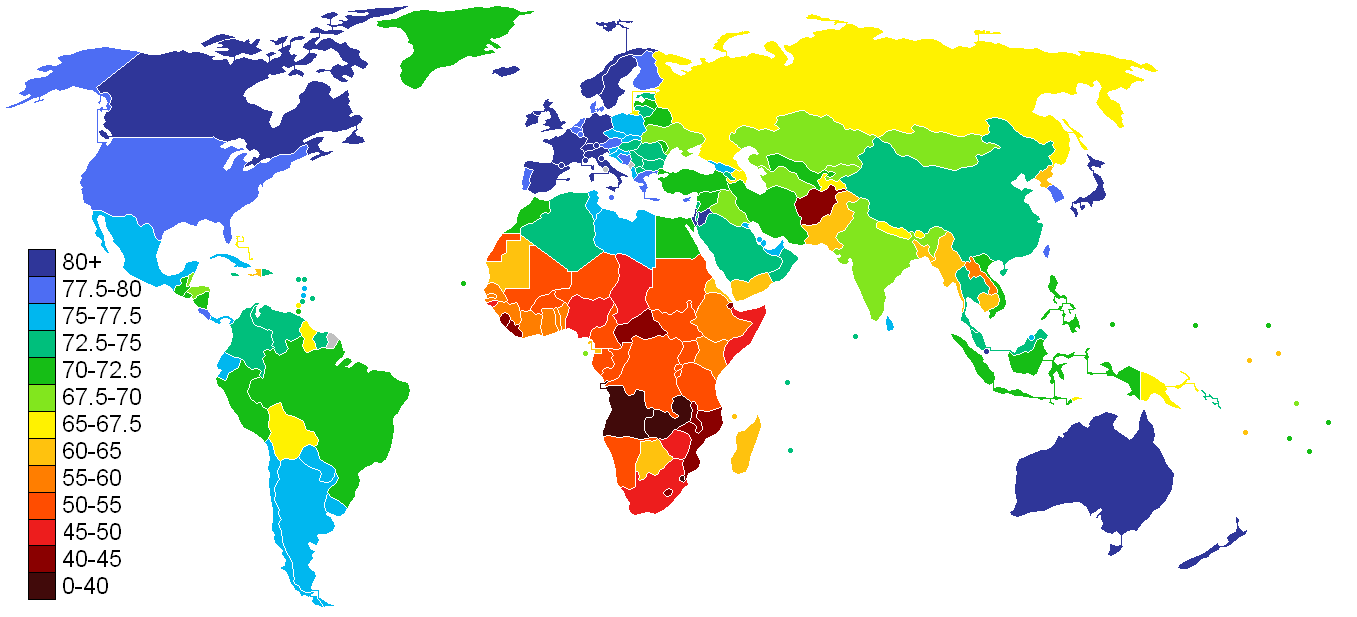
Оцінки очікуваної тривалості життя при народженні в роках (CIA World Factbook 2013).

Це список країн Європи за тривалістю життя.

## Список
| Зверніть увагу. Цей список можна сортувати згідно з вашими запитами. Натисніть кнопку у верхній частині колонки яку ви хочете відсортувати. Клацніть знову щоб змінити порядок сортування. Оновіть сторінку щоб відновити до початкового виду. |
| Країна             | Тривалісь життя |
| ------------------ | --------------- |
| Албанія            | 78              |
| Австрія            | 81              |
| Азербайджан        | 72              |
| Вірменія           | 75              |
| Білорусь           | 72              |
| Бельгія            | 80              |
| Болгарія           | 74              |
| Хорватія           | 77              |
| Кіпр               | 80              |
| Чехія              | 78              |
| Данія              | 80              |
| Естонія            | 76              |
| Фінляндія          | 81              |
| Франція            | 82              |
| Німеччина          | 81              |
| Греція             | 81              |
| Грузія             | 74              |
| Угорщина           | 75              |
| Ісландія           | 83              |
| Ірландія           | 81              |
| Італія             | 82              |
| Латвія             | 74              |
| Ліхтенштейн        | 82              |
| Литва              | 74              |
| Люксембург         | 82              |
| Північна Македонія | 75              |
| Мальта             | 81              |
| Молдова            | 69              |
| Чорногорія         | 75              |
| Нідерланди         | 81              |
| Норвегія           | 81              |
| Польща             | 77              |
| Португалія         | 80              |
| Румунія            | 74              |
| Росія              | 71              |
| Сербія             | 75              |
| Словенія           | 80              |
| Іспанія            | 82              |
| Швеція             | 82              |
| Швейцарія          | 83              |
| Туреччина          | 75              |
| Україна            | 71              |
| Велика Британія    | 81              |